# Vrebinovke
Vrebinovke (Likovci; lat. Thymelaeaceae nom. cons.), porodica biljaka dvosupnica nekada klasificirana u vastiti red vrebinolike (Thymelaeales) a danas u red sljezolike (Malvales). Sastoji se od 3 potporodice sa 940 vrsta od kojih su neke veoma otrovne. Njezini najvažniji predstavnici su vrebina (Thymelaea) i likovac (Daphne).
Porodica je raširna po svim nastanjenim kontinentima, cijela Europa veliki dio Azije (bez Sibira i Indijskog potkontinrtnta), Australiji, Oceaniji, tropskoj Africi, cijela Južna Amerika, Madagaskar, Srednja Amerika, Antili, sjeveroistok SAD-a, Kamčatka, Japan i Cejlon.
Preteržno se radi o drvenastom bilju s pravilnim cvjetovima bez latica. Plod je mesnata bobica ili suhi nepucavac.

## Rodovi
Familia Thymelaeaceae Juss. (940 spp.)
1. Subfamilia Tepuianthoideae Reveal
  1. Tepuianthus Maguire & Steyerm. (6 spp.)
2. Subfamilia Gonystyloideae Domke
  1. Tribus Synandrodaphneae Herber
    1. Synandrodaphne Gilg (1 sp.)

  2. Tribus Octolepideae Thonner
    1. Octolepis Oliv. (7 spp.)

  3. Tribus Gonystyleae Reveal
    1. Deltaria Steenis (1 sp.)
    2. Lethedon Spreng. (16 spp.)
    3. Solmsia Baill. (2 spp.)
    4. Arnhemia Airy Shaw (1 sp.)
    5. Gonystylus Teijsm. & Binn. (32 spp.)
    6. Amyxa Tiegh. (1 sp.)
    7. Aetoxylon (Airy Shaw) Airy Shaw (1 sp.)
3. Subfamilia Thymelaeoideae Burnett
  1. Tribus Aquilarieae Horan.
    1. Aquilaria Lam. (21 spp.)
    2. Gyrinops Gaertn. (9 spp.)

  2. Tribus Thymelaeeae Endl.
    1. Linostoma Wall. ex Endl. (4 spp.)
    2. Jedda J. R. Clarkson (1 sp.)
    3. Lophostoma (Meisn.) Meisn. (4 spp.)
    4. Enkleia Griff. (3 spp.)
    5. Dicranolepis Planch. (18 spp.)
    6. Synaptolepis Oliv. (5 spp.)
    7. Craterosiphon Engl. & Gilg (10 spp.)
    8. Linodendron Griseb. (3 spp.)
    9. Stephanodaphne Baill. (9 spp.)
    10. Phaleria Jack (25 spp.)
    11. Peddiea Harv. (10 spp.)
    12. Daphnopsis Mart. & Zucc. (71 spp.)
    13. Goodallia Benth. (1 sp.)
    14. Funifera Leandro ex C. A. Mey. (4 spp.)
    15. Schoenobiblus Mart. & Zucc. (10 spp.)
    16. Ovidia Meisn. (2 spp.)
    17. Dirca L. (4 spp.)
    18. Lagetta Juss. (3 spp.)
    19. Daphne L. (80 spp.)
    20. Wikstroemia Endl. (105 spp.)
    21. Rhamnoneuron Gilg (1 sp.)
    22. Edgeworthia Meisn. (5 spp.)
    23. Thymelaea Mill. (31 spp.)
    24. Diarthron Turcz. (18 spp.)
    25. Stellera J. G. Gmel. ex L. (2 spp.)
    26. Englerodaphne Gilg (2 spp.)
    27. Atemnosiphon Leandri (1 sp.)
    28. Gnidia L. (155 spp.)
    29. Dais Royen ex L. (2 spp.)
    30. Struthiola L. (33 spp.)
    31. Lachnaea L. (40 spp.)
    32. Passerina L. (20 spp.)
    33. Drapetes Banks ex Lam. (1 sp.)
    34. Kelleria Endl. (12 spp.)
    35. Pimelea Banks ex Sol. (145 spp.)
    36. Lasiadenia Benth. (2 spp.)